# Re (bůh)
| r · a | N5 · Z1 | C2 |

| r · a | N5 · Z1 | C2 |

| N5 · Z1 | C2 |

| N5 · Z1 | C2 |

|  |

|  |

|  |

|  |

|  |

|  |

|  |

|  |

Re (v překladu Slunce, v jiných jazycích obvykle přepisováno jako Ra) je nejvyšším ze staroegyptských bohů. Řídil plynutí dnů, měsíců a ročních období. Je objektem synkretismu- Amenre a Atum-Re. Někdy je také považován za stvořitele. Jeho ohnivé oko je nejen vševědoucí, ale může také vysílat různá poselství. V podstatě vede Re skutečně jednotvárný život – den co den putuje ve své velké sluneční bárce přes nebeský oceán. Nejen egyptští bohové, ale i králové usilovali o to, aby se po smrti mohli v Reově bárce plavit, i kdyby to mělo být jen v úloze písaře nebo veslaře. Re byl u faraonů tak oblíbený, že se stalo pravidlem budovat mu svatyně nejen v jeho hlavním kultovním městě Iunu (neboli Heliopolis). Faraoni sami se prohlašovali za syny boha Rea, což zavedl faraon Radžedef ze čtvrté dynastie. Titul měl podobu „sa Re“ neboli syn Rea. Je vyobrazován v theriantropickém zobrazení, kdy má tělo muže, hlavu sokola a na své hlavě má kotouč, který má vyobrazovat Slunce.
V době Nové říše byl spojen s bohem Amonem a nazýván Amon-Rea nebo Amenre.

## Reova denní pouť po obloze
V dávném Egyptě měli čas rozdělený na dvanáct hodin dne a dvanáct hodin noci, kde určité časové úseky představovaly úseky Reovy pouti. Toto uspořádání se neměnilo, ani když se v průběhu roku dny prodlužovaly nebo naopak zkracovaly vlivem změny sluneční deklinace. Úseky se jednoduše zkracovaly nebo prodlužovaly dle potřeby.
Reova denní pouť se někdy popisovala jako pouť tělem bohyně Nut, bohyně nebe, která ho za soumraku pohlcuje a ráno, když se rozednívá, červená barva úsvitu je krev, kterou Nut prolévá při opětovném porodu Rea. Někdy se také uvádí, že putoval tělem obrovského hada, který má ocas v tlamě. Tato představa zřejmě reprezentovala ranou představu nekonečnosti vesmíru.
Přes den Re putoval bárkou zvanou „mandžet“.

## Reova noční pouť duatem
V noci Re plul na bárce, která se nazývala „mesketet“, jinak se jí také říká „člun milionů“. Jako doprovod s ním jeli „požehnaní mrtví“ – zesnulí panovníci, Reovo potomstvo a méně důležití bohové. Jeho plavba podsvětím se popisuje v knize Amduat, průvodci podsvětím, Knize bran a Knize jeskyní. Podle knihy Amduat bylo Reovým prvním úkolem v podsvětí rozdělit moc bohům. Podle Knihy bran dohlížel na ničení nepřátel – udržoval rovnováhu a Kniha jeskyní nabízí vysvětlení, že si podmanil tři hady. Všechny knihy však obsahují podmanění Apopa, velkého hada, který ztělesňoval všechny síly zla a chaosu, a splynutí Rea s Usirem.
Podmanění Apopa bylo nejdůležitější částí Reovy cesty. Jinak by už slunce nevyšlo. Re s ním bojoval v podobě divoké kočky a někdy se uvádí, že mu pomáhal mazaný bůh Sutech. Apop však nikdy nesměl být zničen, protože by se tím narušila rovnováha mezi dobrem a zlem a vše by se navrátilo do Chaosu, ze kterého vzešel všechen život.
Spojení Rea s Usirem, „Re v Usirovi a Usir v Reovi“, bylo také důležitou součástí cesty Rea Duatem. Vzájemně si doplnili životní sílu. To pro Egypťany mělo zvláštní význam – potvrzovalo to schopnost Rea a také jeho potomků – faraonů znovu povstat. Mohlo to také souviset s tím, že v té době proti sobě stály kulty Rea a Usira.